# 威廉·哈格蒂
威廉·法蘭西斯·哈格蒂四世（英語：William Francis Hagerty IV，1959年8月14日—）美国商人，曾任第30任美国驻日本大使，自2021年1月3日成為田納西州聯邦參議院議員。

## 生平
哈格蒂曾作为共和党老布什政府的职员，在通商、财政、國防、信息等领域为白宫提供意见。他还和2012年美国大选共和党候选人罗姆尼关系密切。他曾在日本东京工作3年。
2016年7月，哈格蒂加入特朗普的竞选团队，主要负责特朗普过渡事务的策划及执行，后主管特朗普政府班子的人事提名事务。2017年1月5日，美国当选总统唐纳德·特朗普提名出身商界的哈格蒂任美国驻日本大使。分析人士认为，该提名反映了特朗普计划将经济问题放在美日关系中的首要位置。
2019年7月12日，美國總統特朗普在推特上宣佈威廉哈格蒂將參加2020年參議院選舉而決定離任駐日大使，職缺由駐日大使館副館長楊舟代理。22日，哈格蒂在東京羽田機場搭乘飛機返國，正式結束大使職務。